# Топалово
Топалово (на гръцки: Νέα Τυρολόη, Неа Тиролои, до 1927 година Τοπάλοβον, Топаловон) е село в Гърция, Егейска Македония, в дем Долна Джумая (Ираклия), област Централна Македония с 614 жители (2001).

## География
Селото е разположено в Сярското поле, на 17 километра северозападно от град Сяр (Серес) и на 2 километра южно от Просеник (Скотуса). Селото е слято с Мелникич.

## История

### Етимология
Според Йордан Н. Иванов името е от прякора Топа̀л, от турското topal, куц.

### В Османската империя
През XIX век и началото на XX век, Топалово е село, числящо се към Сярската каза на Османската империя.
В 1891 година Георги Стрезов определя селото като част от Овакол и пише:
| „ | Топал ова, ново село от 7 години насам, разположено до моста на Струма и населено само от мухаджири и черкези. Всичките речи къщи са колиби. Повечето от бежанците са колари; пренасят стока от Сяр в Солун и обратно. 40 къщи. | “ |

Според статистиката на Васил Кънчов („Македония. Етнография и статистика“) от 1900 година селото брои 90 жители българи християни и 140 турци.
Всички християни от селото са патриаршисти, под ведомството на Цариградската патриаршия. По данни на секретаря на Българската екзархия Димитър Мишев („La Macédoine et sa Population Chrétienne“) в 1905 година в Топалово (Topal-Ova) живеят 80 българи патриаршисти гъркомани.

### В Гърция
След Междусъюзническата война през 1913 година селото попада в пределите на Гърция. В 20-те години в него са заселени гърци бежанци от Турция. В 1928 година Топалово е представено като смесено местно-бежанско село със 129 бежански семейства и 489 жители общо. В 1927 година е прекръстено на Неа Тиролои, тоест Ново Чорлу.
В 1927 година името на селото е сменено на Неа Тиролои.
В 1947 година е построена църквата „Свети Георги“.

## Личности
Родени в Топалово
- Йоргос Йоанидис, гръцки писател